# Les Enfoirés
Les Enfoirés (på fransk: "Stodderne", "Vagabonderne", "Tosserne", "de skøre", dvs. dem, der ikke opfører sig normalt) er navnet på en non-profit gruppe af primært fransktalende kunstnere og offentlige personligheder, som siden 1989 har sunget til fordel for hjælpeorganisationen Restos du Cœur.